# 司馬錯
司馬 錯（しば さく、生没年不詳）は、中国戦国時代の秦の将軍。長平の戦いで白起の副将を務めた司馬靳の祖父。前漢の史家司馬遷の八世の祖。恵文王・武王・昭襄王の3代に仕えた。蜀の併合と経営に尽力し、また楚や魏との戦いで功績を挙げ、秦の勢力拡大に貢献した。

## 経歴
恵文王9年（紀元前316年）、蜀で内乱が起き、また韓が攻めてきた。恵文王は対応を決めかねたので、張儀と司馬錯に意見を述べさせた。張儀は「征蜀に利益はない。韓を討った上でそのまま周を脅迫し、天下に号令をかけるべきである」と主張した。これに対し、司馬錯は「秦はまだ弱いので、先ずは広大な蜀を手に入れて国力の増強を図るべきである」と主張し、併せて周を脅迫することの不利益を述べた。恵文王は司馬錯の意見を採用し、蜀を攻め滅ぼした。これにより、秦は国土が広がり、楚に対しても背後をとる形になって優位に立った。また、蜀の土木建築にも関わっており、後に東晋の諸葛顕は「成都の城郭や堀、城門や建物や楼閣は全て司馬錯が建てたものである」と語っている。
恵文王14年（紀元前311年）、楚を討ち、商・於を取った。
武王元年（紀元前310年）、蜀の国相陳壮が謀反を起こして蜀侯通を殺したので、甘茂・張儀と共にこれを鎮圧した。 
昭襄王6年（紀元前301年）、蜀侯惲（恵文王の子）が謀反を起こしたので、これを鎮圧した。
昭襄王16年（紀元前291年）、魏を討ち、軹・鄧を取った。また、白起と共に垣の城を落とした。
昭襄王18年（紀元前289年）、魏を討ち、垣・河雍・決橋を取った。
昭襄王21年（紀元前286年）、魏の河内を攻め、魏は安邑を秦に献じた。
昭襄王27年（紀元前280年）、隴西から兵を出して蜀に出て楚を討ち、黔中を取った。また、罪人を赦して南陽に移した。